# Imre Boba
Imre Boba (ur. 23 października 1919 w Győrze, Węgry, zm. 11 stycznia 1996 w Seattle, Stany Zjednoczone) – węgierski historyk polskiego pochodzenia, doradca polityczny Radia Wolna Europa.

## Życiorys
Był synem Polaka Władysława Boba i Węgierki Ilony z domu Faludi, od śmierci ojca w 1929 mieszkał w Polsce. Po wybuchu II wojny światowej powrócił na Węgry, gdzie w 1941 zdał maturę w liceum z polskim językiem wykładowym. Z powodu niepełnosprawności nie mógł walczyć, był zaangażowany w pomoc polskiemu ruchowi oporu, którego był członkiem oraz pomagał polskim oficerom przedostawać się do Europy Zachodniej. Współpracował również z węgierskim rządem w sprawach dotyczących polskich uchodźców, a także z wysłannikami 2 Korpusu Polskiego we Włoszech za co został odznaczony przez rząd Rzeczypospolitej Polskiej na uchodźstwie Srebrnym Krzyżem Zasługi z Mieczami. Studiował filozofię w tajnym Uniwersytecie Budpeszteńskim, po zakończeniu działań wojennych kontynuował naukę, którą ukończył w 1946. W 1952 emigrował do Republiki Federalnej Niemiec, gdzie przez siedem lat pracował w polskiej sekcji Radia Wolna Europa jako doradca polityczny. W 1959 przeniósł się z rodziną do Stanów Zjednoczonych i zamieszkał w Seattle, podjął studia podyplomowe na University of Washington, w 1962 uzyskał w tytułu doktora filozofii w dziedzinie historii. Następnie został asystentem na Wydziale Historycznym, wykładał tam historię średniowiecza, w 1967 został mianowany profesorem, od 1971 zaczął dodatkowo wykładać historię Rosji w Studium Europy Wschodniej. Poza pracą wykładowcy prowadził badania naukowe nad wczesnośredniowiecznymi wędrówkami ludów w Europie Wschodniej, dzięki nim powstało wiele rozbieżności dotyczących m.in. powstania miast na Morawach oraz wpływu św. Metodego na osadnictwo na południe od Dunaju na terenie obecnej Serbii. Jego praca naukowa "Novi pogled na povijest Moravie" wywołała liczne kontrowersje, szczególnie w Czechach i Słowacji, ponieważ zmieniło podejście historyczne do wiedzy na temat Wielkiego Księstwa Morawskiego. Imre Boba uważał, że Wielkie Księstwo Morawskie nie było samodzielnym państwem, ale księstwem wchodzącym w skład państwa "Sclavonia". W 1990 przeszedł w stan spoczynku otrzymując honorowy tytuł profesora-seniora.